# Döfering
Döfering ist ein Gemeindeteil der Gemeinde Schönthal im Oberpfälzer Landkreis Cham (Bayern).

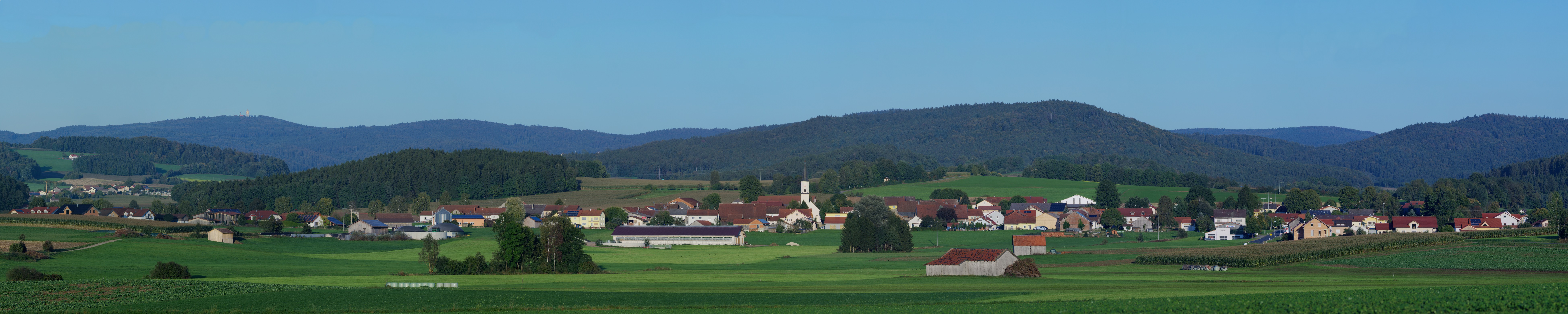
Döfering aus Richtung Rahn

## Geographische Lage
Das Pfarrdorf Döfering liegt etwa drei Kilometer südöstlich von Schönthal.

## Geschichte

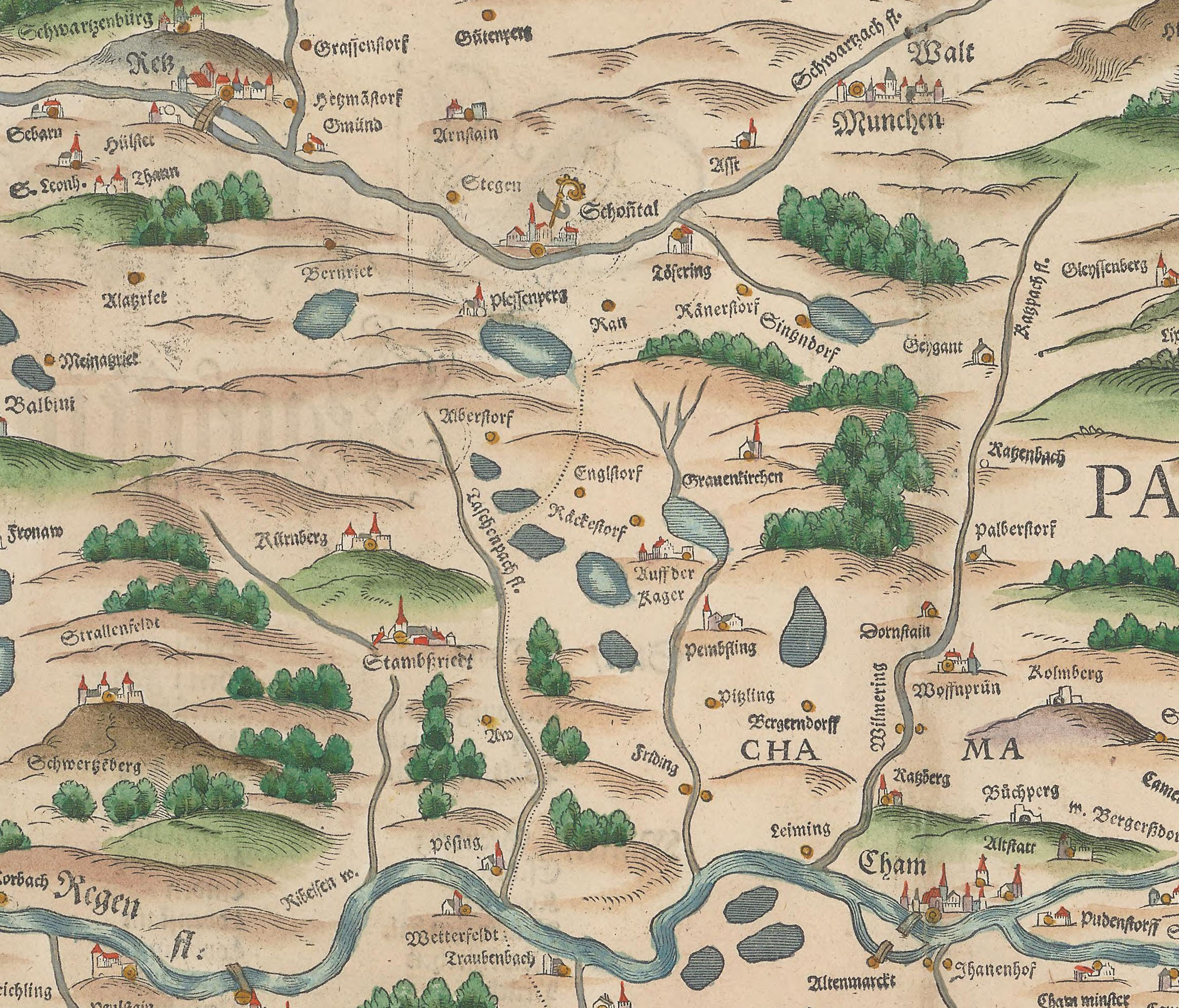
Döfering auf der Apian-Karte von 1568

### Anfänge bis 14. Jahrhundert
Als im 10. Jahrhundert Bayern in das deutsche Königtum eingegliedert wurde, wurden die Gebiete um Cham – „Champriche“ genannt – zum Königsland.
Es wurde in diesen Gebieten eine neue staatliche wehrpolitische Organisation geschaffen.
Es war nötig, dem Chodenwesen auf böhmischer Seite eine entsprechende Wehrorganisation auf deutscher Seite entgegenzusetzen.
Einerseits wurden freie Wehrbauern angesiedelt.
Andererseits entstand um die Burg Cham im Mittelpunkt ein dichtes Netz von Burgen, die mit Ministerialen der Markgrafen von Cham besetzt wurden.
Um die Mitte des 11. Jahrhunderts wurde Döfering als eine dieser Burgen genannt.
1056 wurde Döfering in einer Schenkungsurkunde Heinrichs III. für Hemmo erwähnt.
Als Ministerialensitz der Diepoldinger wurde Döfering im Jahr 1200 beglaubigt.
In den ältesten Bistumsmatrikeln von Regensburg aus den Jahren 1286 und 1326 wurde Döfering als Pfarrei des Dekanats Cham aufgeführt.
Später wurde die Pfarrei Döfering in die Pfarrei Pemfling eingegliedert.

### 15. bis 18. Jahrhundert
In den Landtafeln von 1419, 1488, 1503, 1543, 1558, 1577 und 1600 wurde Döfering als Hofmark aufgeführt.
Bis in das 15. Jahrhundert waren die Döfringer, ein untergeordnetes Rittergeschlecht der Buchberger, Inhaber des Edelsitzes Döfering.
1488 und 1503 wurden die Lautrer als Besitzer von Döfering vermerkt.
Ihnen folgten in der Mitte des 16. Jahrhunderts die Muracher, von denen Hans Christian Fuchs das Landsassengut erbte.
Im 17. Jahrhundert waren nacheinander Wilhelm Poißl (1615), Christina Reisinger (1638), Hans Ludwig Wöhrner von Gossersdorf (1651), Hans Adam Weyhel und Georg Zach Besitzer von Döfering.
Diesen folgten im 18. Jahrhundert die Familie Frank, der Stadtpfarrer von Waldmünchen Johann Michael von Frank und Klement von Reichl (1787).
1752 gehörte Döfering zum Landgericht Cham.
Mitte des 18. Jahrhunderts hatte Döfering 37 Anwesen, darunter eine Kirche, ein Schulhaus, eine Schmiede, einen Wirt und ein Hüthaus.

### 19. Jahrhundert bis Gegenwart
Zu Beginn des 19. Jahrhunderts gliederte von Paur zu Waffenbrunn Döfering seinem Patrimonialgericht II. Klasse in Waffenbrunn an.
1809 wurde Döfering einer der 30 Steuerdistrikte des Landgerichts Cham.
Zum Steuerdistrikt Döfering gehörten die Ortschaften Döfering, Wirnetshof, Kleinschönthal, Lixendöfering und Rhan.
Bei der 1820 folgenden Bildung von Ruralgemeinden wurden einerseits die Steuerdistrikte berücksichtigt und andererseits wurde versucht, die Gemeinden entsprechend der Pfarrgemeinden zu bilden.
Döfering wurde eine der 47 neu gebildeten Ruralgemeinden.
1857 wurde die Gemeinde Döfering aus dem Landkreis Cham in den Landkreis Waldmünchen eingegliedert. Bis 1946 gehörte auch Kleinschönthal zur Gemeinde. Die Gemeinde bestand 1970 aus den Gemeindeteilen Döfering, Lampachshof, Lixendöfering, Rhan und Wirnetshof und wurde 1978 vollständig nach Schönthal eingemeindet.
Zum Stichtag 23. März 1913 (Osterfest) wurde Döfering als Expositur der Pfarrei Pemfling mit 47 Häusern und 308 Einwohnern aufgeführt.
Döfering war am 31. Dezember 1990 eine Pfarrei und hatte 308 Einwohner.
Heute gehört Döfering zur Seelsorgeeinheit Schönthal – Döfering – Hiltersried und zum Dekanat Cham.

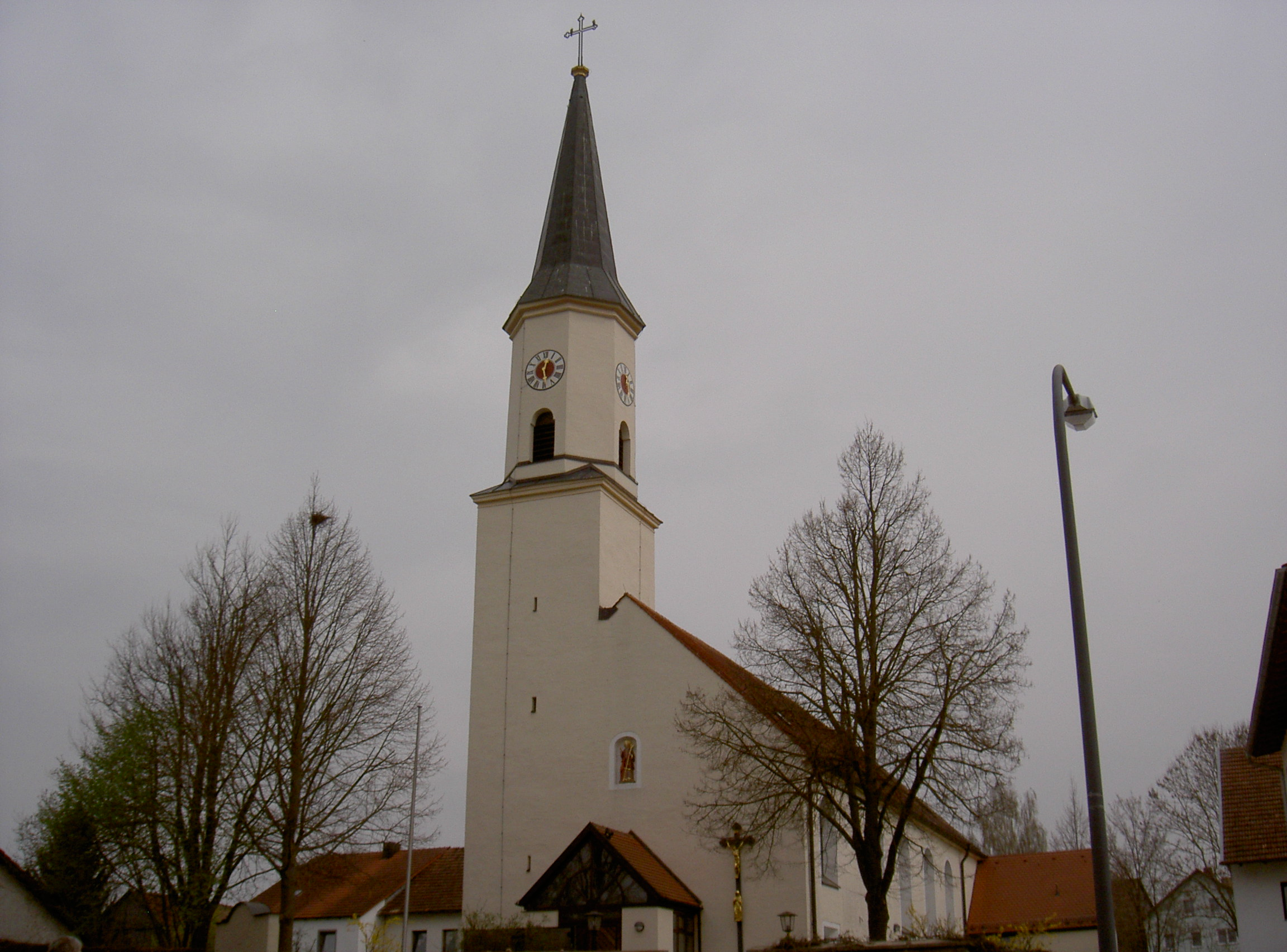
Kirche Döfering St. Ägidius

## Kultur und Sehenswürdigkeiten
- Die katholische Pfarrkirche St. Ägidius wurde 1855 über Fundamenten aus dem 18. Jahrhundert erbaut. Sie ist ein giebelständiger Saalbau mit abgewalmtem Satteldach und seitlichem Fassadenturm mit Zeltdach. Die Friedhofsmauer auf der Nord- und Südseite besteht aus Granitbruchstein und stammt aus dem 18./19. Jahrhundert.
- Am Ranischbierl, östlich von Döfering, befindet sich eine im 19. Jahrhundert erbaute Wegkapelle, die sogenannte Hussenkapelle, zu der ein Kreuzweg hinauf führt.

## Literatur

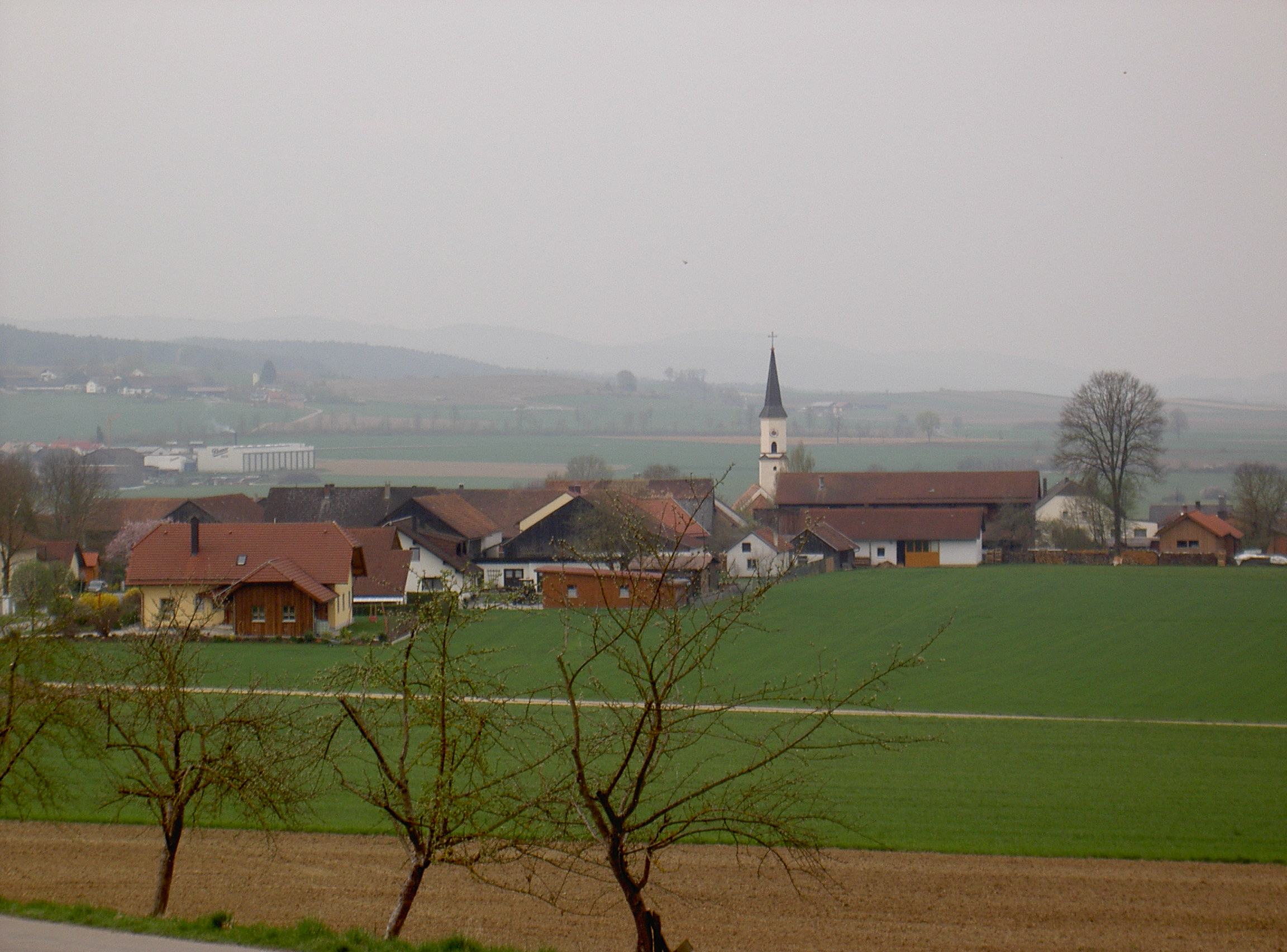
Döfering aus Richtung Hussenbierl

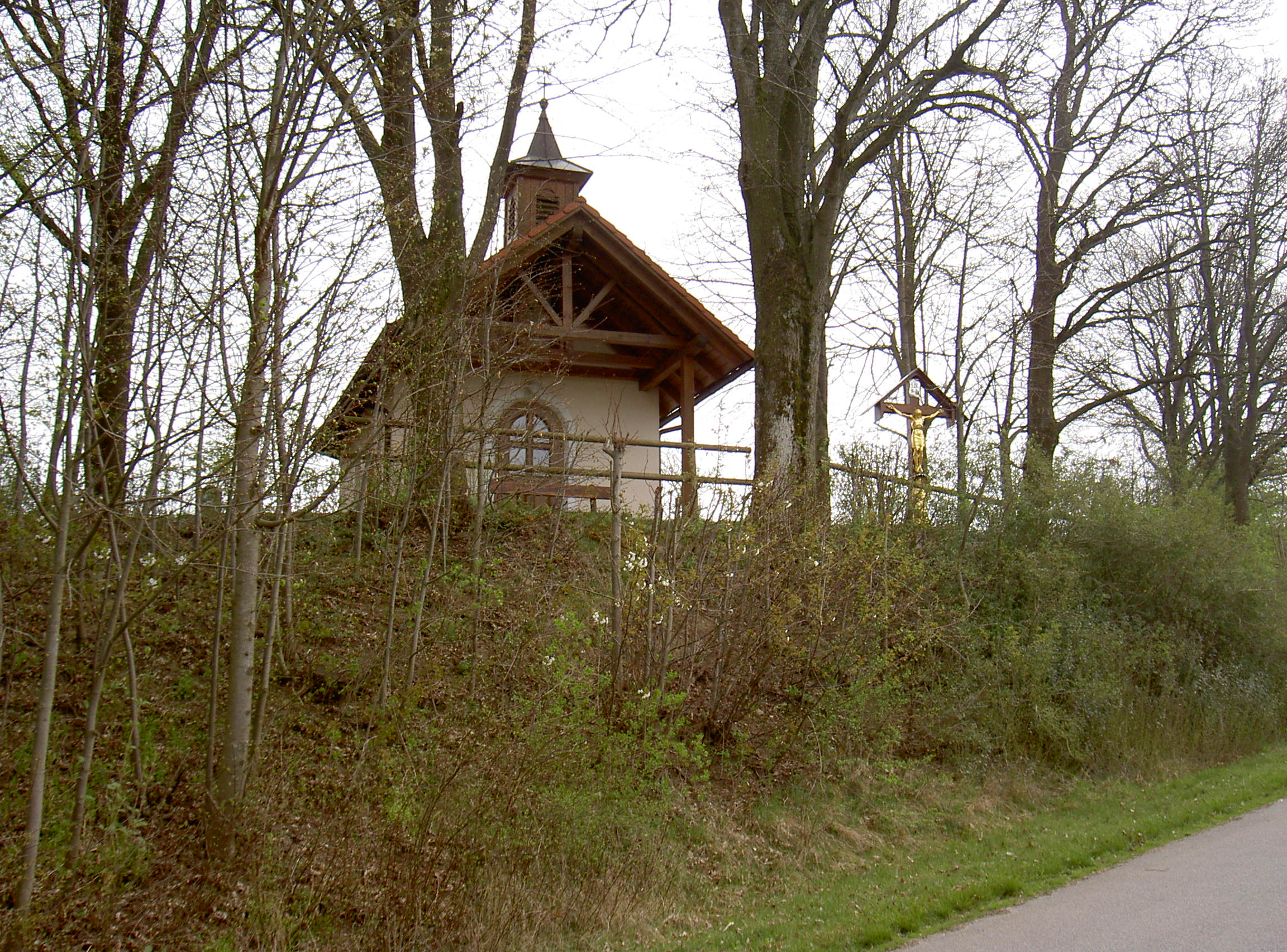
Hussenbierl Kapelle